# 交點

一條直线穿過一個圓形。

交点是指线与线、线与面相交的点。在幾何學上（准确地说在欧几里德空间中），兩條直線如非平行，必存在交點。引申下去，一切事物相交接的時間或空間乃至對應的集合交集之元素，都可被稱為交點。